# Ixora patens
Ixora patens är en måreväxtart som beskrevs av Henry Nicholas Ridley. Ixora patens ingår i släktet Ixora och familjen måreväxter. Inga underarter finns listade i Catalogue of Life.